# Wolf-Dietrich Miethling
Wolf-Dietrich Miethling (* 1949 in Berlin) ist ein deutscher Sportwissenschaftler.

## Leben
Miethling studierte ab 1969 Psychologie, Philosophie, Sport und Erziehungswissenschaft an der Universität Hamburg. 1975 erlangte er einen Diplom-Abschluss in Psychologie und praktizierte anschließend als Psychologe und Psychotherapeut. 1978 schloss er sein erstes Staatsexamen im Fach Sport ab.
Von 1979 bis 1981 war Miethling als wissenschaftlicher Mitarbeiter im Bereich Sportwissenschaft an der Pädagogischen Hochschule Berlin, dann an der Freien Universität Berlin tätig. Zwischen 1981 und 1985 war er an der Universität Paderborn wissenschaftlicher Mitarbeiter im Bereich Sportwissenschaft und schloss seine Habilitation ab.
1990 und 1991 hatte er eine Vertretungsprofessur für Sportdidaktik an der Universität Hamburg inne. 1991 nahm er eine Professorenstelle an der Universität Konstanz mit dem Schwerpunkt Sportpädagogik an. Diesen Posten behielt er bis 2002. Ab 2002 war Miethling am Institut für Sportwissenschaft der Christian-Albrechts-Universität zu Kiel Professor für Sportpädagogik, -didaktik, -geschichte und -philosophie.
Von 1993 bis 2005 war er Mitherausgeber der Zeitschrift „Sportpädagogik“, gehörte 2012 zu den Gründern der „Zeitschrift für Sportpädagogische Forschung“ und war danach Chefredakteur des Blatts sowie zwischen 2012 und 2016 zudem geschäftsführender Mitherausgeber.
2006 wurde Miethling für drei Jahre Sondergutachter der Deutschen Forschungsgemeinschaft für den Bereich Sportpädagogik und hatte dieses Amt bis 2009 und dann noch einmal von 2010 bis 2013 inne. Er war von 2006 bis 2011 Vorsitzender des Auswahlgremiums für die sportpädagogische Nachwuchsauszeichnung Ommo-Grupe-Preis und stand von 2006 bis 2008 der Sektion Sportpädagogik der Deutschen Vereinigung für Sportwissenschaft als Sprecher vor.
Von Mai 2016 bis April 2018 war er Vorsitzender des Ethik-Rates der Deutschen Vereinigung für Sportwissenschaft und wurde 2018 bis 2020 wiedergewählt.
Zu den Schwerpunkten Miethlings Forschungstätigkeiten gehörten der Schulsport aus Schüler- und Lehrersicht, die Sportspielforschung, Sportinformatik und Aspekte des Gesundheitssports (unter anderem Sport für Diabetiker).